# Dissecció aòrtica
La dissecció aòrtica (DA) es produeix quan una lesió a la capa més interna de l'aorta permet que la sang flueixi entre les capes de la paret aòrtica, forçant les capes a separar-se. En la majoria dels casos, això s'associa amb l'aparició sobtada de mal de pit o d'esquena sever, sovint descrit com una sensació d'"estrip". També es poden produir vòmits, sudoració i mareig. Altres símptomes poden resultar de la disminució del subministrament de sang a altres òrgans, com ara un ictus, la isquèmia de les extremitats inferiors o la isquèmia mesentèrica. La dissecció aòrtica pot provocar ràpidament la mort per un flux sanguini insuficient al cor o per la ruptura de l'aorta completa.
La DA és més freqüent en aquells amb antecedents de pressió arterial alta; una sèrie de malalties del teixit conjuntiu que afecten la força de la paret dels vasos sanguinis, com ara la síndrome de Marfan i la síndrome d'Ehlers-Danlos; una vàlvula aòrtica bicúspide; i cirurgia cardíaca prèvia. Els traumatismes importants, el tabaquisme, l'ús de cocaïna, l'embaràs, un aneurisma de l'aorta toràcica, la inflamació de les artèries i els nivells anormals de lípids també s'associen amb un augment del risc. El diagnòstic se sospita en funció dels símptomes amb imatges mèdiques, com ara la tomografia computada, la ressonància magnètica o l'ecografia utilitzats per confirmar i avaluar més la dissecció. Els dos tipus principals són el tipus A de Stanford, que afecta la primera part de l'aorta, i el tipus B, que no.
La prevenció és controlant la pressió arterial i deixant de fumar. El tractament de la DA depèn de la part de l'aorta implicada. Les disseccions que afecten la primera part de l'aorta (adjacent al cor) solen requerir cirurgia. La cirurgia es pot fer mitjançant una obertura del pit o des de l'interior del vas sanguini. Les disseccions que impliquen la segona part de l'aorta normalment es poden tractar amb medicaments que redueixin la pressió arterial i la freqüència cardíaca, tret que hi hagi complicacions que requereixin correcció quirúrgica.
La DA és relativament rara i es produeix amb una taxa estimada de tres per cada 100.000 persones per any. És més freqüent en homes que en dones. L'edat típica en el moment del diagnòstic és de 63 anys, amb aproximadament un 10% dels casos abans dels 40 anys. Sense tractament, aproximadament la meitat de les persones amb disseccions de tipus A de Stanford moren en tres dies i al voltant del 10% de les persones amb disseccions de tipus B de Stanford moren en un mes. El primer cas de DA es va descriure en l'examen del rei Jordi II del Regne Unit després de la seva mort el 1760. La cirurgia per a la DA va ser introduïda a la dècada de 1950 per Michael E. DeBakey.